# Kırıkkale (tỉnh)
Kırıkkale là một tỉnh của Thổ Nhĩ Kỳ. Tỉnh này nằm ở giao lộ của các xa lộ lớn ở phía đông Ankara dẫn đến vùng Biển Đen. Tỉnh này có tốc độ tăng dân số nhanh và đã trở thành một trung tâm công nghiệp. Tỉnh lỵ là Kırıkkale.

## Các huyện
Kırıkkale được chia thành 9 đơn vị cấp huyện (tỉnh lỵ được bôi đậm):
- Bahşılı
- Balışeyh
- Çelebi
- Delice
- Karakeçili
- Keskin
- Kırıkkale
- Sulakyurt
- Yahşihan